# イベリアのヨアネ
イベリアのヨアネ（グルジアのヨアネ、アギオリティスのイオアンニス、イヴェロンのヨアネ等とも、? - 1002年頃）は、グルジアの修道士であり、キリスト教で崇敬される聖人。

## 来歴
グルジアの貴族の一員として、結婚し軍の司令官として勤務していた。しかし後になってビテュニアで修道士となり、コンスタンティノープルに皇帝によって人質とされていた息子：啓蒙者エクフティメ（グルジア語: ექვთიმე ათონელი Ekvtime Atoneli）を救うために赴いた。

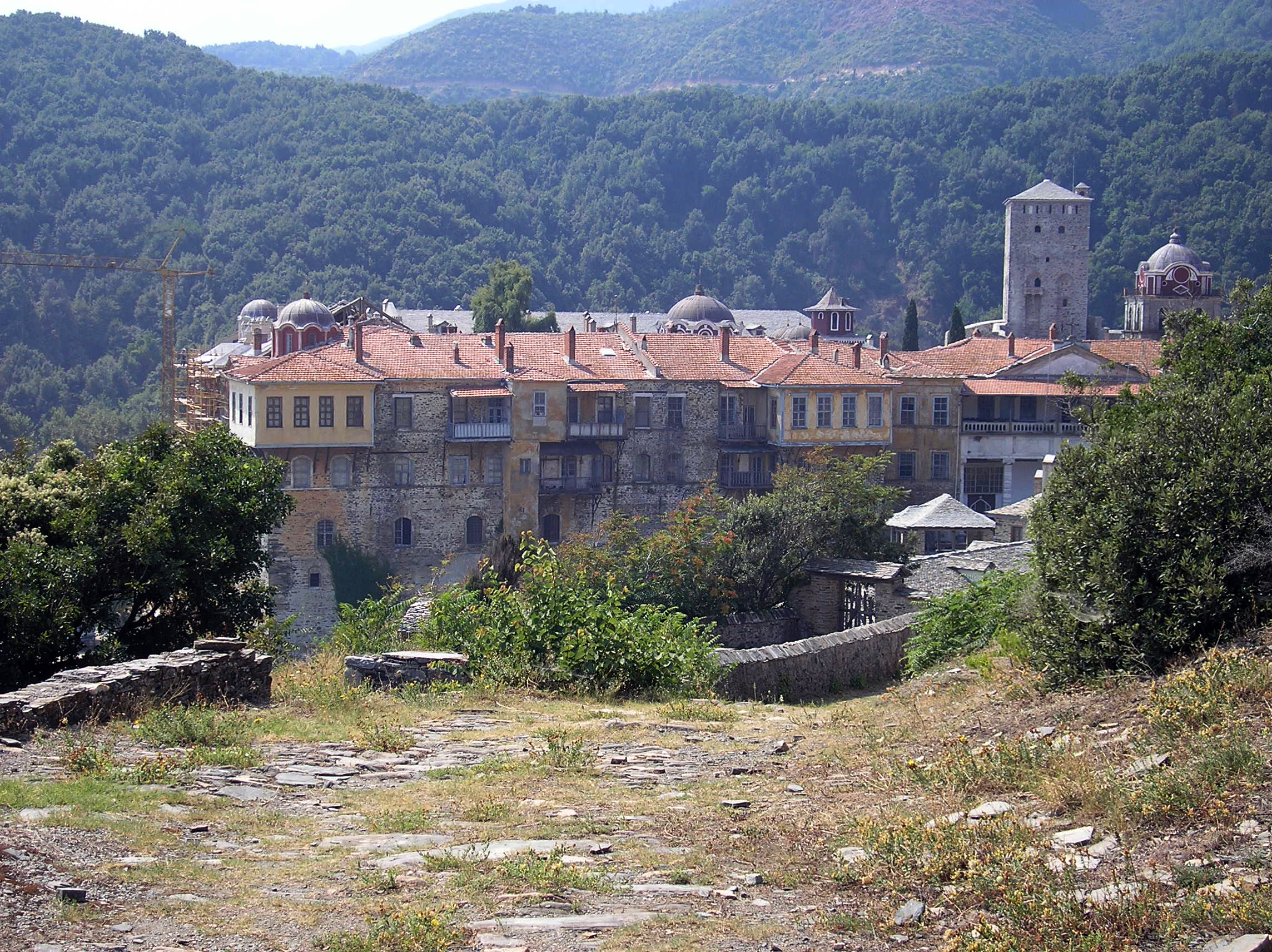
イヴィロン修道院（スタヴロニキタ修道院に通じる小道から撮影）

ヨアネとその息子は多くの弟子を呼び寄せ、アトス山にある聖アサナシオスの修道院に入った。そして将軍職を退役していたヨアネの義理の兄弟トルニコス（Thornikos）の協力を得てイヴィロン修道院を創建した。ヨアネはイヴィロン修道院の最初の典院を務めた。